# 부잔스키 예뇌
부잔스키 예뇌(Buzánszky Jenő, 1925년 5월 4일 ~ 2015년 1월 11일)는 헝가리의 전 축구 선수이자 감독이다.
선수 시절 수비수로 활약하였으며, 1950년대 푸슈카시 페렌츠, 치보르 졸탄, 코치시 샨도르, 보지크 요세프, 히데그쿠티 난도르 등과 함께 '매직 마자르'라고 일컬어졌던 전설적인 헝가리 축구 국가대표팀의 구성원이었다. 당시 헝가리 대표팀은 주요 선수의 대부분이 부다페스트 혼베드 FC와 MTK 헝가리아 FC 소속이었는데, 그는 팀에서 유일하게 그러한 팀 소속이 아니었다. 후에 그는 골키퍼 그로시츠 줄러 (Gyula Grosics)와 함께 매직 마자르의 생존자 중 한 명이 되었고, 리그에서 274경기를 뛰고 은퇴해 감독이 되었다. 1996년에는 헝가리 축구 협회의 부회장을 맡았다.
헝가리 축구 국가대표팀에는 1950년 11월 12일, 불가리아와 1-1로 비긴 경기에서 데뷔하였다. 후에 헝가리 및 전설적인 '매직 마자르'의 구성원으로 통산 48경기에 출장했으며, 팀의 1952년 하계 올림픽 우승, 1953년 중앙 유럽 인터내셔널컵 우승, 또 헝가리가 잉글랜드를 두 번 이기는 데에도 공헌하였다. 1954년 FIFA 월드컵에서 5경기에 모두 출전하였다.